# Tilemachos Karakalos
Tilemachos Karakalos (řecky Τηλέμαχος Καράκαλος, 1866, Dimitsana – 15. června 1951) byl řecký sportovní šermíř a armádní důstojník. Jako šermíř se účastnil Letních olympijských her 1896 v Athénách a získal stříbrnou medaili v šermu šavlí.

## Životopis
Narodil se ve městě Dimitsana v Arkádii na Peloponésu, v roce 1902 vystudoval francouzskou vojenskou školu v Joinville-le-Pont u Paříže a poté pokračoval ve studiu v Německu, Švédsku a Rakousku. Během své vojenské kariéry učil důstojníky u svých jednotek šermířskému umění. Byl demobilizován v hodnosti generála dělostřelectva. Karakalos je autorem vojenské příručky Eisagogí tis gymnastikís sto strátevma (Úvod do gymnastiky v armádě).

## Karakalos na LOH 1896
Na Letních olympijských hrách 1896 se účastnil soutěže v šermu šavlí, která se konala 9. dubna. K utkání nastoupilo pět šermířů, kromě tří Řeků ještě Dán Holger Nielsen a Rakušan Adolf Schmal. Po dvou kolech se do athénského Zappeionu přišla podívat celá královská rodina s doprovodem, a aby mohli sledovat celý turnaj, rozhodli se pořadatelé, že soutěž začne znovu. Šermoval každý s každým na tři vítězné zásahy. Karakalos porazil favorizovaného Schmala 3:0, Nielsena 3:2, poté prohrál s krajanem Ioannisem Georgiadisem 1:3 a nakonec porazil dalšího Řeka Iatridise 3:0. Georgiadis se stal olympijským vítězem, Karakalos získal stříbrnou medaili, třetí skončil Dán Nielsen. (Účast Karakalose na gymnastických soutěžích a na olympiádě 1900 uváděná na řecké verzi není potvrzena žádným oficiálním pramenem).